# Marguerite de Norfolk
Titres
Duchesse de Norfolk
29 septembre 1397 – 24 mars 1399
(1 an, 5 mois et 23 jours)
Comtesse de Norfolk
4 août 1338 – 24 mars 1399
(60 ans, 7 mois et 20 jours)
Baronne de Masny
30 mai 1354 – 15 janvier 1372
(17 ans, 7 mois et 16 jours)
Baronne Segrave (en)
1335 – 1er avril 1353
(environ 18 ans)
Marguerite de Norfolk, née vers 1322 et morte le 24 mars 1399, est suo jure comtesse puis duchesse de Norfolk.

## Biographie
Elle est la fille et héritière de Thomas de Brotherton et d'Alice de Hales. Thomas de Brotherton est lui-même fils du roi Édouard Ier et de sa deuxième épouse Marguerite de France. Elle a un frère, Édouard de Norfolk (mort en 1334 sans descendance) , et une sœur cadette, Alice qui se mariera avec Edward de Montagu . À la mort de son père en 1338, elle lui succède à 18 ans comme comtesse de Norfolk et à l'office de comte-maréchal (elle est à ce jour la seule femme à avoir exercé cette fonction).
En 1335, âgée de 13 ans (l'âge normal du mariage pour les jeunes filles de l'époque), elle se marie avec John Segrave, 4e baron Segrave, avec qui elle a quatre enfants. En 1350, elle souhaite divorcer et fait connaître son intention de se rendre en Avignon pour plaider personnellement son divorce auprès du pape Clément VI. Édouard III lui interdit de quitter l'Angleterre, mais elle passe outre en ayant pris soin d'obtenir un sauf-conduit du roi de France. La question du divorce est confiée au doyen de Saint-Hilaire de Poitiers. Mais le premier mari de Marguerite meurt en 1353 avant que la question ne soit tranchée. 
Avant le 30 mai 1354, elle épouse Wauthier de Masny sans demander l'autorisation du roi. Elle a trois enfants de son second mari avant la mort de ce dernier à Londres le 14 ou 15 janvier 1372 . Le 29 septembre 1397, la comtesse de Norfolk est élevée au rang de duchesse de Norfolk à vie, le même jour où son petit-fils Thomas de Mowbray est créé duc de Norfolk . Elle meurt 24 mars 1399, et est enterrée dans le chœur de Cordeliers de la ville de Londres .

## Mariages et descendance
Avec John Segrave, 4e baron Segrave, son premier mari, elle a eu :
- Jean de Segrave, mort jeune ;
- Jean de Segrave (mort avant 1353), épouse Blanche de Mowbray ;
- Elizabeth de Segrave, épouse de John de Mowbray, 4e baron Mowbray, frère de Blanche ;
- Margaret de Segrave, morte jeune, avant 1353.

Avec Wauthier de Masny, son second mari elle a eu un fils et deux filles :
- Thomas de Masny, mort noyé à l'âge de dix ans ;
- Anne de Masny, épouse John Hastings, 2e comte de Pembroke ;
- Isabelle de Masny, morte sans descendance avant 1371.

## Source
- (en) Cet article est partiellement ou en totalité issu de l’article de Wikipédia en anglais intitulé « Margaret, Duchess of Norfolk » (voir la liste des auteurs).